# منتخب فانواتو لكرة اليد للسيدات
منتخب فانواتو لكرة اليد للسيدات هو ممثل فانواتو الرسمي في المنافسات الدولية في كرة اليد للسيدات
.